# 30286 Klesman
30286 Klesman este o planetă minoră (asteroid) din centura de asteroizi. A fost descoperită pe 25 aprilie 2000 la Stația Anderson Mesa de Lowell Observatory Near-Earth-Object Search. 
Obiectul prezintă o orbită caracterizată de o semiaxă mare de 2,9430524 UAi, o excentricitate de 0,09, o înclinație de 3,20666 ° în raport cu ecliptica.